# Нью-Камберленд (Пенсільванія)
Нью-Камберленд (англ. New Cumberland) — місто (англ. borough) в США, в окрузі Камберленд штату Пенсільванія. Населення — 7507 осіб (2020).

## Географія
Нью-Камберленд розташований за координатами 40°13′44″ пн. ш. 76°52′42″ зх. д. / 40.22889° пн. ш. 76.87833° зх. д. (40.228765, -76.878291).  За даними Бюро перепису населення США в 2010 році місто мало площу 4,36 км², з яких 4,34 км² — суходіл та 0,03 км² — водойми.

## Демографія
Згідно з переписом 2010 року, у селищі мешкало 7277 осіб у 3291 домогосподарстві у складі 1951 родини. Густота населення становила 1668 осіб/км².  Було 3472 помешкання (796/км²).
Расовий склад населення:
| - 94,6 % — білих - 1,5 % — чорних або афроамериканців - 1,0 % — азіатів - 0,1 % — корінних американців - 1,1 % — осіб інших рас |

До двох чи більше рас належало 1,7 %. Частка іспаномовних становила 3,5 % від усіх жителів.
За віковим діапазоном населення розподілялося таким чином: 20,3 % — особи молодші 18 років, 64,1 % — особи у віці 18—64 років, 15,6 % — особи у віці 65 років та старші. Медіана віку мешканця становила 40,7 року. На 100 осіб жіночої статі у селищі припадало 94,2 чоловіків;  на 100 жінок у віці від 18 років та старших — 92,0 чоловіків також старших 18 років.
Середній дохід на одне домашнє господарство  становив 64 563 долари США (медіана — 51 026), а середній дохід на одну сім'ю — 79 047 доларів (медіана — 71 315). Медіана доходів становила 50 825 доларів для чоловіків та 38 750 доларів для жінок. За межею бідності перебувало 7,6 % осіб, у тому числі 7,8 % дітей у віці до 18 років та 8,5 % осіб у віці 65 років та старших.
Цивільне працевлаштоване населення становило 3799 осіб. Основні галузі зайнятості: освіта, охорона здоров'я та соціальна допомога — 21,2 %, науковці, спеціалісти, менеджери — 12,8 %, фінанси, страхування та нерухомість — 11,1 %.